# Узас (приток Чеки)
Узас — река в России, протекает по Кыштовскому району Новосибирской области. Устье реки находится в 206 км от устья реки Чёки по правому берегу. Длина реки составляет 22 км, площадь водосборного бассейна — 540 км².

## Данные водного реестра
По данным государственного водного реестра России относится к Иртышскому бассейновому округу, водохозяйственный участок реки — Иртыш от впадения реки Омь до впадения реки Ишим, без реки Оша, речной подбассейн реки — бассейны притоков Иртыша до впадения Ишима. Речной бассейн реки — Иртыш.